# Caméra
Pour les articles homonymes, voir Caméra (homonymie).

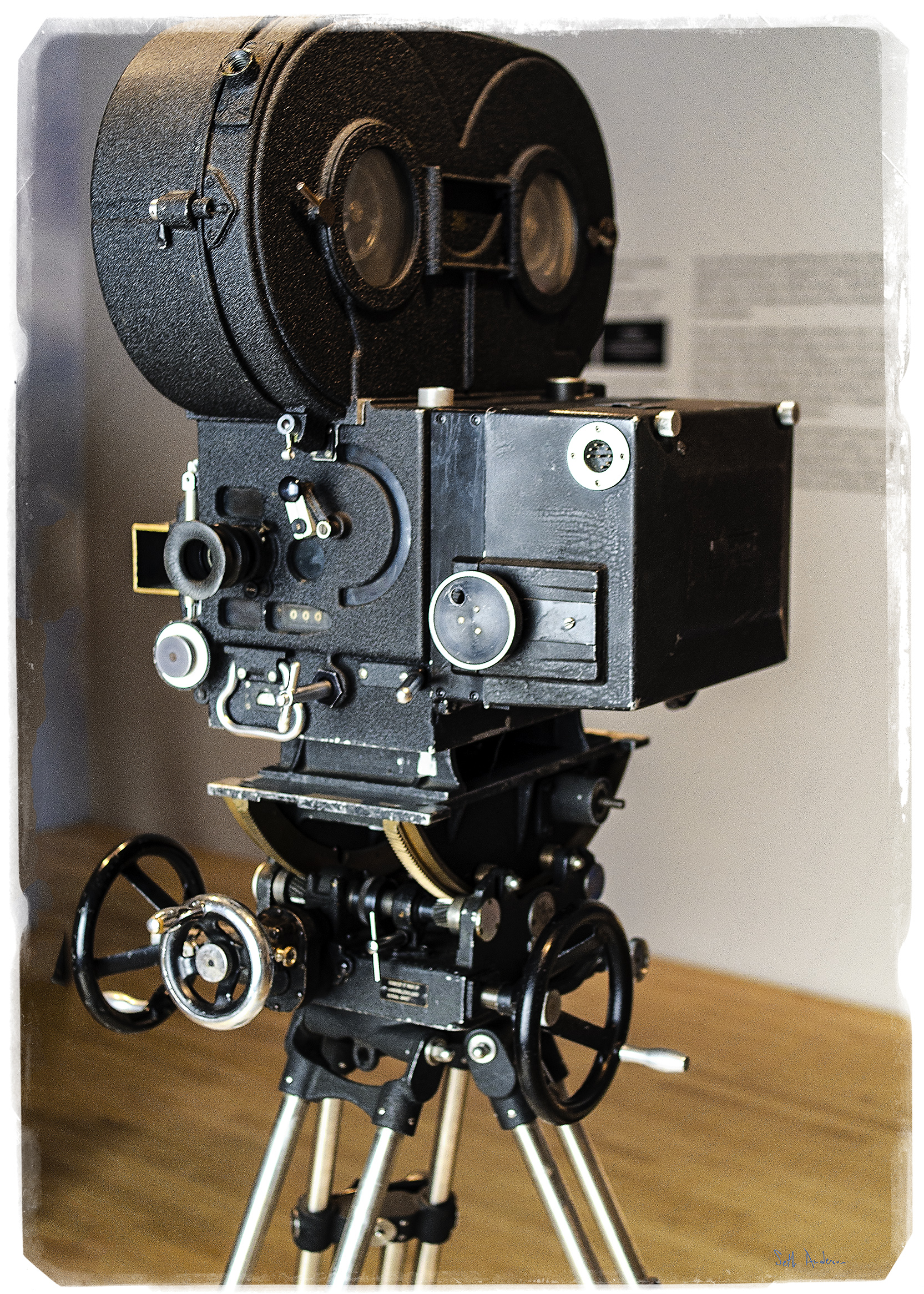
La caméra argentique Mitchell BNC avec option vidéo, utilisée par Francis Ford Coppola pour une visualisation « brouillon » des séquences Apocalypse Now, avant montage sur pellicule film.

Une caméra est un appareil de prise de vues destiné à enregistrer ou à reproduire des images photographiques successives afin de restituer l'impression de mouvement pour le cinéma, la télévision, la recherche, la télésurveillance, l'imagerie industrielle et médicale, ou bien pour d'autres applications, professionnelles ou domestiques. On distingue la caméra « cinéma » laquelle utilise de la pellicule film, de la caméra « vidéo » dont le support est sur bande magnétique puis sur support numérique de type mémoire électronique.
Le terme caméra est issu du latin camera qui signifie « chambre » en français. La camera obscura ou « chambre noire » en français, désigne un dispositif optique, connu depuis l'Antiquité, qui permet la formation d'une image inversée d'une scène sur un écran ou une toile.
Conçues et développées simultanément aux États-Unis et en Europe, les premières caméras avec film s'inspirent de la Chronophotographie inventée par le Français Étienne-Jules Marey et sont développées grâce à l'invention du support souple et transparent produit en 1888 par John Carbutt et mis sur le marché en 1889, par George Eastman, « pellicule » composées de nitrate de cellulose, au format de 70 mm de large, à destination des nouveaux appareils photographiques commercialisés sous la marque Kodak; l'équipe de Thomas Edison a l'idée d'adopter ce format pour mettre au point l'ancêtre de la caméra de cinéma ou Kinétographe mais sans projection, à la différence du cinématographe, créé  en 1895 par le Français Louis Lumière.

Il existe un grand nombre de types de caméras, adaptées depuis le milieu des années 1990 à la technologie vidéo numérique, dont les caractéristiques dépendent du domaine et des besoins d'utilisation, comme notamment les dimensions, la performance de l'image, la sensibilité optique, le type de support d'enregistrement, etc.

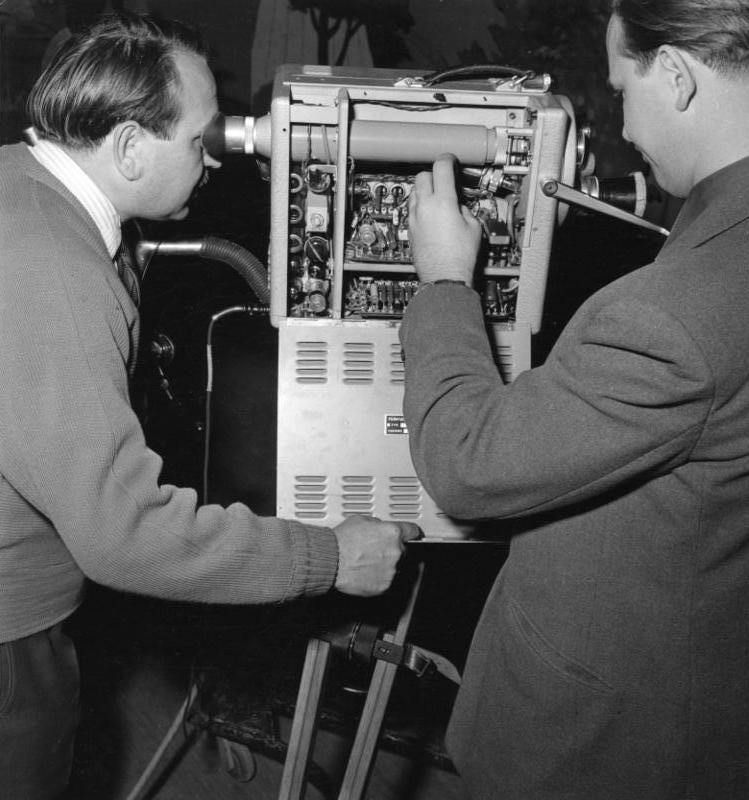
Caméra de télévision à Cologne en 1953.

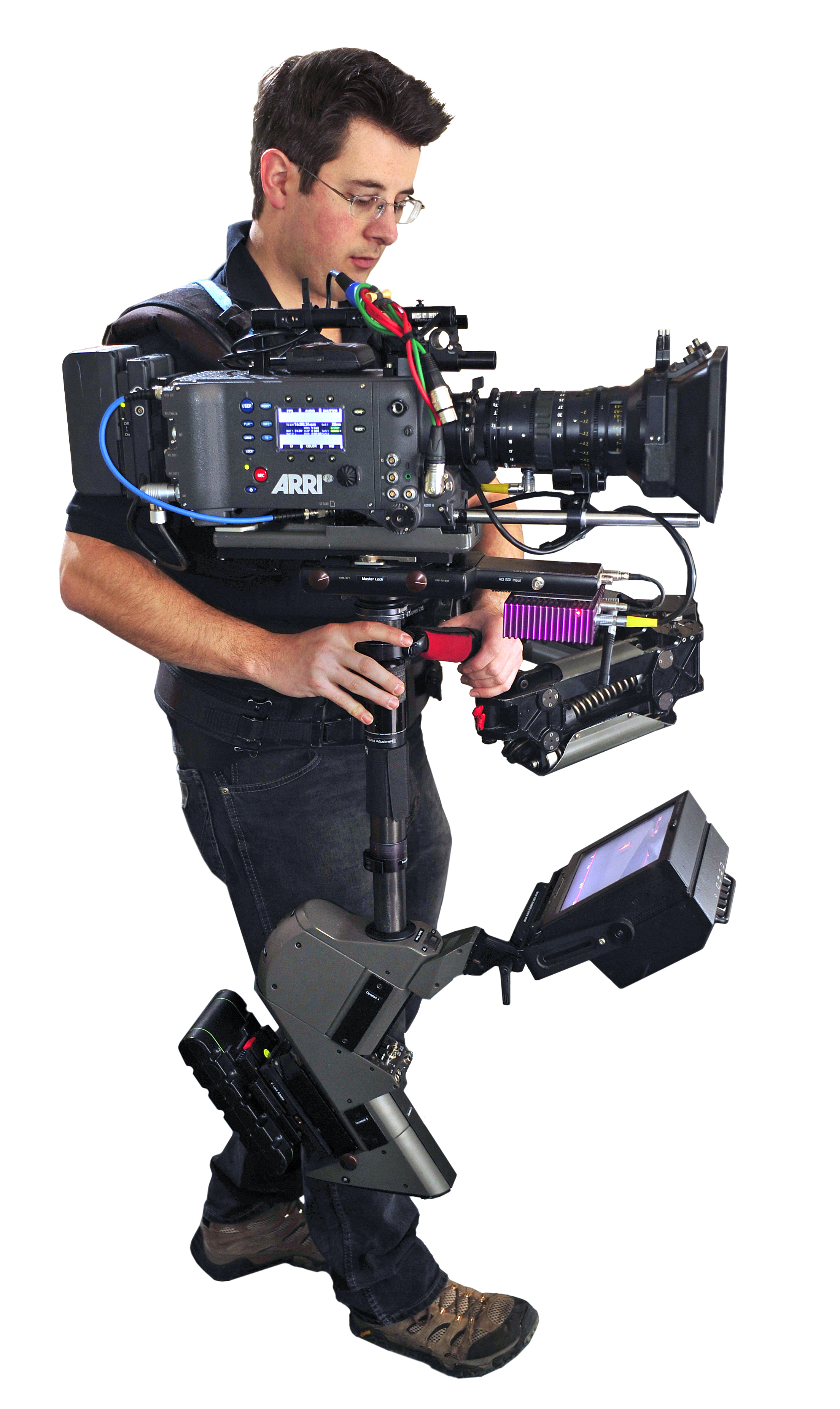
Caméra vidéo professionnelle de cinéma, modèle Arri Alexa avec support Steadicam en 2012.

## Types de caméras

### Classement par technologie
- Une caméra argentique utilise un film photographique comme support d'enregistrement.
- Une caméra analogique enregistre ou reproduit un signal électronique analogique.
- Une caméra numérique enregistre ou reproduit un signal électronique numérique.

### Classement par usage
- Une caméra d'astronomie (anglicisme car il s'agit en fait d'un appareil photographique) est conçue pour des temps de pose longs et présente une haute sensibilité dans le domaine du visible mais aussi dans les domaines des infrarouges et des ultraviolets.
- Une caméra à détection de mouvement fonctionne par analyse continue des images.
- Une caméra stéréoscopique permet une vision en relief 3D de l'environnement.
- Une caméra endoscopique est un système médical d'exploration indirecte de certaines parties internes du corps humain ou un système industriel d'exploration à distance de l'intérieur d'une machine.
- Une caméra grand angle du ciel  est un appareil photographique utilisé en météorologie pour obtenir une vue hémisphérique du ciel ou pour l'étude de la canopée et le calcul de la radiation solaire arrivant au sol pour la micrométéorologie urbaine.
- Une caméra haute vitesse est utilisée pour enregistrer des objets se déplaçant rapidement afin de les visionner au ralenti. On parle aussi de caméra loupe ou superloupe.
- Une caméra d'inspection de canalisation est destinée à explorer une canalisation ou un conduit à l'aide d'un câble équipé d'une caméra à son extrémité.
- Une caméra intelligente est un système de vision industrielle qui capture des images et les interprète.
- Une caméra IP est un type de caméra de vidéosurveillance utilisant le protocole IP.
- Une caméra linéaire présente un capteur doté d'une seule ligne de pixels, contrairement à une caméra matricielle. Elle est largement utilisée dans le domaine de la vision industrielle.
- Une caméra multiplane est un système créé au sein des studios Disney pour donner un effet de profondeur au dessin animé.
- Une caméra multispectrale est capable d'enregistrer des images à différentes longueurs d'onde. Elle est notamment utilisée dans le domaine de l'analyse des œuvres d'art.
- Une caméra sans fil retransmet un signal électrique par l'intermédiaire d'ondes radioélectriques grâce à une émetteur et une antenne.
- Une caméra de surveillance routière est un système de contrôle vidéo de la circulation routière.
- Une caméra thermique permet de capter les différents rayonnements infrarouges afin de détecter des sources de chaleur.
- Un caméscope (contraction de caméra et de magnétoscope) est une caméra capable d'enregistrer un signal analogique ou numérique sur un support (bande magnétique, disque optique, carte mémoire, etc.).
- Une dashcam est installée dans un véhicule pour enregistrer ce que le conducteur voit, une installation prisée par les assureurs en cas d'accident.
- Une webcam est une caméra conçue pour être utilisée comme un périphérique d'ordinateur afin de distribuer un signal vidéo ou un fichier vidéo, au travers d'un réseau interne privé en circuit fermé ou par Internet.
- Une caméra d'action est un dispositif léger et portatif, généralement miniaturisé, utilisée pour filmer un événement, notamment en extérieur.